# Kfz-Alarmanlage
Alarmanlagen in Kraftfahrzeugen sollen den Diebstahl eines Fahrzeuges oder von Bauteilen und Gegenständen, die sich in ihm befinden, durch akustischen und optischen Alarm erschweren. Dabei können, abhängig von der Ausführung der Anlage, alle Türen, die Motorhaube, die Heckklappe, Fahrzeugbewegungen, der Innenraum sowie Manipulationen an der Batterie, am Signalhorn und der Zündung mit verschiedenen Sensoren überwacht werden. Bei unberechtigten Zugangsversuchen wird die Hupe und/oder die Lichtanlage (Scheinwerfer, Blinkleuchten) des Fahrzeuges mit gleichmäßigen Huptönen und/oder der Lichthupe in Gang gesetzt, um auf den unberechtigten Zugriff aufmerksam zu machen. Zusätzlich wird bei entsprechend ausgestatteten Fahrzeugen die Wegfahrsperre eingeschaltet.
Aktiviert werden derartige Systeme regelmäßig durch das Verschließen des Fahrzeugs (Zentralverriegelung). Auch eine Deaktivierung durch Eingabe eines Codes oder durch einen externen Transponder ist möglich.
International sind derartige Warnanlagen unterschiedlich reglementiert, so darf der akustische Alarm in den USA vier Minuten nicht überschreiten. In Deutschland gibt das Signalhorn für 25 bis 30 Sekunden ein intermittierendes Signal (ca. 2 kHz), in der Schweiz einen Dauerton ab. Der optische Alarm erfolgt für fünf Minuten über die Warnblinkanlage oder für 25 bis 30 Sekunden durch das Abblendlicht.
Darüber hinaus gibt es mittlerweile Systeme, die den Besitzer des Kfz per SMS oder E-Mail alarmieren und den über GPS ermittelten Standort des Fahrzeugs dem rechtmäßigen Besitzer oder einem Alarmverfolgungsdienstleister anzeigen können.

## Kritik
Kfz-Alarmanlagen stehen seit längerem in der Kritik. Wegen der Gewöhnung an sie rufe kaum jemand mehr die Polizei. Wenn die Polizei gerufen werde, dann wegen der Lärmstörung, die durch die Alarmanlage verursacht werde. Überwiegend werde die Alarmanlage auch nicht durch einen Einbruch, sondern durch Wind oder durch Erschütterungen ausgelöst.

## Sensoren
- Türkontaktschalter – erkennen das Öffnen der Tür und lösen nach einigen Sekunden Alarm aus
- Schalter Motorhaube
- Schalter für Türschließzylinder – dienen dem Ein- und Ausschalten der Alarmanlage mit Hilfe des Autoschlüssels
- Radio – die Alarmanlage erkennt ein Abziehen des Kabels am Radiogehäuse
- Schalter Kofferraumschloss
- Infrarot-, Ultraschall-, Funkinnenraumsensoren – überwachen den Innenraum und erkennen Bewegungen und das Einschlagen von Scheiben
- Neigungsgeber oder Lagesensor – stellt Veränderungen der Fahrzeugposition fest und verhindert einen Diebstahl durch Abschleppen

Manche Alarmanlagen können auch den CAN-Bus auslesen und dessen Daten auswerten.
Bei Cabriolets haben sich Ultraschall-Anlagen nicht bewährt, da sie bei offen abgestellten Fahrzeugen auf jedwede Bewegung in der Nähe angesprochen haben.
Radarsensoren auf Mikrowellen-Basis sind jedoch auch für den Einsatz in einem Cabriolet gut geeignet, da nur ein bestimmtes Feld überwacht wird. Dies geschieht unabhängig von einer räumlich Begrenzung, wie z. B. einem Verdeck.

## Wegfahrsicherung
Bei Alarmauslösung wird über ein Relais die Klemme 50 am Starter unterbrochen. Dadurch ist das Anlassen des Motors nicht möglich. Außerdem kann bei einer Vernetzung der Steuergeräte mit dem Einspritzsystem die Kraftstoffzufuhr unterbrochen werden.